# En trallande jänta
En trallande jänta är en svensk dramafilm från 1942 i regi av Börje Larsson.

## Handling
Inger Jansson är en föräldralös 17-årig flicka, som går och joddlar i fjällen. Hon drömmer om att få åka till Stockholm och utbilda sig i sång. 
Pastor Olsson som känner till Ingers dröm försöker övertala kommunens pampar att på kommunens bekostnad låta Inger resa till Stockholm och utbilda sig i sång. 
I Stockholm får hon sjunga upp för hovkapellmästare Bruzell men provet blir inget vidare framgångsrikt. Inger börjar ändå ta sånglektioner, men pedagogen försöker få henne att sjunga en mer klassisk repertoar. 
På pensionat Hemtrevnad där Inger bor, är även den arbetslöse jazzdirigenten Tom Högberg inackorderad. Inger och Tom möts i sin gemensamma kärlek för swingmusik.

## Om filmen
Filmen premiärvisades 9 mars 1942 på biograf Falan i Falun. Inspelningen skedde med ateljéfilmning i Filmstaden, Råsunda med exteriörer från Stockholms Konserthus, Dalarö och Åre av Åke Dahlqvist. 
På filmens sista inspelningsdag, den 26 januari 1942, fyllde Alice Babs 18 år. 
Det jazzband som Tom leder i filmen, var Thore Ehrlings orkester. I filmen hörs även Sune Waldimirs orkester

## Rollista i urval
- Alice Babs - Inger "Babs" Jansson
- Nils Kihlberg - Tom (Martin) Högberg, ledare för Tom Martins orkester
- Annalisa Ericson - Gerry, ledare för Gerrys orkester, Toms f.d. fästmö
- Hilding Gavle - pastor Olsson, församlingspräst
- Eric Abrahamsson - Frans Strand, klockare, Ingers fosterfar
- Viran Rydkvist - Ottilia Strömbom, innehavare av Pensionat Hemtrevnad
- Tollie Zellman - Rosa Tonelli, direktör för ett resande teatersällskap
- Hjördis Petterson - Henriette Gustafsson-Chereaux, sångpedagog
- Georg Funkquist - Sigmund Rosenquist, direktör för grammofonbolaget Selecta
- Gunnar Höglund - Lars Pers, Ingers pojkvän
- Ruth Weijden - fru Strand, Ingers fostermor
- Åke Grönberg - Oscar, gitarrist i Tom Martins orkester
- Pierre Colliander - Nisse Forsgren, klarinettist i Tom Martins orkester
- Tatjana Angelini - refrängsångerska i Gerrys orkester
- Artur Rolén - Blidberg, Oscars morbror, bilverkstadsägare
- Carl Ström - Anders Pers, Lars far, ledamot av kommunalstämman
- Arne Lindblad	- Gustaf Jönsson, medlem i teatersällskapet
- Ruth Stevens - Bibbi Sjunne, medlem i teatersällskapet
- Erik Rosén - Bruzell, hovkapellmästare
- Ragnar Widestedt - doktor Gunnarsson, ledamot av kommunalstämman
- Carl Hagman - Quarl Hagman, radiosångare
- Marianne Löfgren - Marianne Löfgren, radiosångerska
- Åke Söderblom - Åke Söderblom, radiokonferencier

## Musik i filmen
- Sånt hör ungdomen till kompositör: Hans Åke Gäfvert sångare: Alice Babs
- Jag är en liten prick kompositör: Kai Gullmar sångare: Alice Babs
- Heidenröslein/Sah' ein Knab' ein Roslein steh'n ... Kompositör: Franz Schubert sångare: Alice Babs
- Swing, fula fluga, swing kompositör: Kai Gullmar sångare: Alice Babs
- Hej, diddle, diddle kompositör: Jack Geddes sångare: Alice Babs
- Freddie kompositör: Curt Axén och Gary Geve sångare: Tatjana Angelini
- Oh, Ho, Ho, Ho kompositör: Jack Geddes sångare: Alice Babs
- Då är det skönt med en liten paus kompositör: Sten Axelson sångare: Åke Söderblom
- Pausmelodi kompositör: Natanael Broman Instrumental
- Lilla fröken Bi kompositör: Kai Gullmar sångare: Marianne Löfgren och Carl Hagman
- Björkens visa kompositör: Gustaf Raab sångare: Viran Rydkvist

## DVD
Filmen gavs ut på DVD 2014.